# Вальдеш
Вальдеш (нім. Waldesch) — сільська громада в Німеччині, розташована в землі Рейнланд-Пфальц. Входить до складу району Маєн-Кобленц. Складова частина об'єднання громад Райн-Мозель.
Площа — 3,34 км2. Населення становить 2229 ос. (станом на 31 грудня 2020).